# Kosowo (powiat nakielski)
Kosowo – wieś w Polsce położona w województwie kujawsko-pomorskim, w powiecie nakielskim, w gminie Mrocza.

## Podział administracyjny
W latach 1975–1998 miejscowość należała administracyjnie do województwa bydgoskiego przy drodze wojewódzkiej nr 241.

## Demografia
Według Narodowego Spisu Powszechnego (III 2011 r.) liczyła 430 mieszkańców. Jest trzecią co do wielkości miejscowością gminy Mrocza.

## Dawne cmentarze
Na terenie wsi zlokalizowany jest nieczynny cmentarz ewangelicki.